# Gaston Cornereau
Louis Gaston Cornereau (Gannat, 31 agosto 1888 – Chemilly, 5 luglio 1944) è stato uno schermidore francese, vincitore di una medaglia di argento e una medaglia di bronzo ai Campionati Internazionali di scherma.
Ha preso parte ai Giochi olimpici di Parigi del 1924.

## Palmarès
In carriera ha ottenuto i seguenti risultati:
- Campionati internazionali di scherma

Parigi 1921: argento nella spada individuale.
Parigi-Ostenda 1922: bronzo nella spada individuale.